# Jurjevići
Jurjevići su naseljeno mjesto u gradu Zenici, Federacija Bosne i Hercegovine, BiH.
Nalaze se s južne strane Seočke rijeke, nedaleko od ušća u Babinu rijeku.

## Stanovništvo

### 1991.
Nacionalni sastav stanovništva 1991. godine, bio je sljedeći:
ukupno: 550
- Muslimani - 147 (100%)

### 2013.
Nacionalni sastav stanovništva 2013. godine, bio je sljedeći:
ukupno: 115
- Bošnjaci - 110 (95,65%)
- ostali, neopredijeljeni i nepoznato - 5 (4,35%)